# HU Tauri
HU Tauri eller HD 29365, är en dubbelstjärna belägen i den mellersta delen av stjärnbilden Oxen. Den har en kombinerad skenbar magnitud av ca 5,85 och är svagt synlig för blotta ögat där ljusföroreningar ej förekommer. Baserat på parallax enligt Gaia Data Release 3 på ca 7,87 mas, beräknas den befinna sig på ett avstånd på ca 414 ljusår (127 parsek) från solen. Den rör sig närmare solen med en heliocentrisk radialhastighet på ca -2 km/s.

## Observation
Den variabla karaktären hos stjärnparet rapporterades av W. Strohmeier och R. Knigge 1960. År 1963 fann Strohmeier en period på 2,056297 dygn, och A. Mammano et al. härledde 1967 omloppselement för en enkelsidig spektroskopisk dubbelstjärna. En ljuskurva för systemet sattes ihop av O. Tümer och M. Kurutaç 1979. M. Parthasarathy och M. B. K. Sarma noterade 1980 asymmetrier i ljuskurvan nära primärstjärnans förmörkelse, vilket tyder på att gasströmmar delvis skymmer ljuset från primärstjärnan.

## Egenskaper
Primärstjärnan HU Tauri A är en blå till vit stjärna i huvudserien av spektralklass B8 V. Den har en massa som är lika med ca 4,4 solmassor, en radie som är ca 2,6 solradier och utsänder energi från dess fotosfär motsvarande ca 123 gånger solen vid en effektiv temperatur av ca 12 000 K.
Följeslagaren HU Tauri B är en gul till vit underjättestjärna av spektralklass G2 IV , som har en massa som är lika med ca 1,14 solmassa, en radie som är 4,2 solradier och utsänder energi från dess fotosfär motsvarande ca 8,3 gånger solen vid en effektiv temperatur av ca 5 700 K. Den är oväntat ljusstark för dess massa, vilket tyder på att den har utvecklats bort från huvudserien och fyller sin Roche-lob. Systemets spektrum tyder på att följeslagaren genomgår massförlust, med en gasström som överför materia till primärstjärnan.

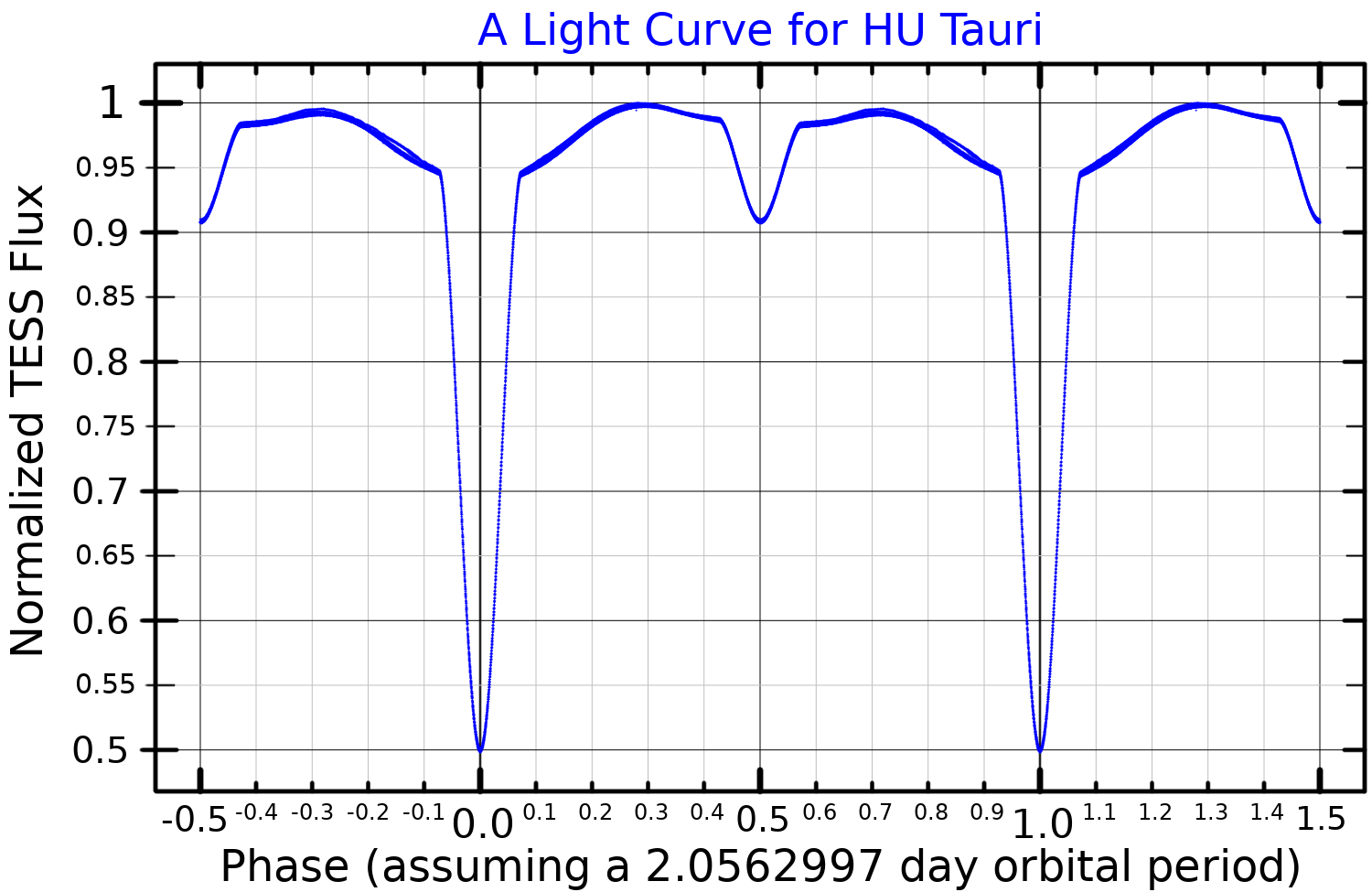
Ljuskurva för HU Tauri, plottad från TESS-data

HU Tauri är en förmörkande dubbelstjärna, vilket betyder att stjärnorna förmörkar varandra med en period av 2,056 dygn. Under primärstjärnans förmörkelsen sjunker magnituden till 6,68, medan den vid följeslagarens förmörkelsen minskar magnituden till 5,91.